# João Gilberto
João Gilberto, João Gilberto Prado Pereira de Oliveira, född 10 juni 1931 i Juazeiro, Bahia, Brasilien, död 6 juli 2019 i Rio de Janeiro, var en brasiliansk musiker. Han var tidigare gift med Astrud Gilberto.
Gilberto är känd för musikstilen bossa nova som han introducerade med albumet Chega de Saudade 1959. På albumet Getz/Gilberto från 1964 samarbetade han med den amerikanske saxofonisten Stan Getz. Med bland annat hitlåten The Girl from Ipanema blev det en stor succé som sålde i miljoner exemplar, vann flera Grammys och populariserade bossa novan världen över.

## Diskografi
João Gilbertos första inspelningar var som tvåsångs 78-varvs EP, mellan 1951 och 1959. Under 60-talet utvecklades brasilianska EP till "dubbel kompakt"-format och João gav ut några EP i detta format, fyra låtar på 45 varv.

### Garotos da Lua EP
- Garotos da Lua (Juli 1951, Todamerica 5075, 78-rpm EP)
Quando Você Recordar (Valter Souza, Milton Silva) / Amar é Bom (Zé Keti, Jorge Abdala)

- Garotos da Lua (November 1951, Todamerica 3120, 78-rpm EP)
Anjo Cruel (Wilson Batista, Alberto Rego) / Sem Ela (Raul Marques, A. Ribeiro)

### Solo-EP
- João Gilberto (Augusti 1952, Copacabana 096, 78-rpm EP)
Quando Ela Sai (Albeto Jesus, Roberto Penteado) / Meia Luz (Hianto de Almeida, João Luiz)

- 78 Rotações (Augusti 1958, Odeon 14.360, 78-rpm EP)
Chega de Saudade (Tom Jobim, Vinicius de Moraes) / Bim Bom (João Gilberto)

- João Gilberto (Februari 1959, Odeon 14.426, 78-rpm EP)
Ho-ba-la-la (João Gilberto) / Desafinado (Tom Jobim, Newton Mendonça)

- João Gilberto (Juni 1959, Odeon 14.460, 78-rpm EP)
Lobo Bobo (Carlos Lyra, Ronaldo Boscoli) / Maria Ninguém (Carlos Lyra)

- João Gilberto (Juli 1959, Odeon 14.491, 78-rpm EP)
A Felicidade (Tom Jobim, Vinicius de Moraes) / O Nosso Amor (Tom Jobim, Vinicius de Moraes)

- João Gilberto (Juli 1959, Odeon 14.495, 78-rpm EP)
Manhã de Carnaval (Luís Bonfá, Antônio Maria) / Frevo (Tom Jobim)

- Samba de Uma Nota Só (1959, Odeon BWB 1153, 45-rpm EP)
Samba de Uma Nota Só / Doralice / O Pato / Trevo de Quatro Folhas (också släppt 1960 som två 78-rpm EP)

- João Gilberto (April 1961, Odeon 14.725, 78-rpm EP)
Bolinha de Papel (Geraldo Pereira) / Saudade da Bahia (Doryval Caymmi)

- João Gilberto (1962, Odeon, 45-rpm EP)
O Nosso Amor / A Felicidade / Manhã de Carnaval / Frevo

### Album
- Chega de Saudade (1959, LP)
- O Amor, o Sorriso e a Flor (1960, LP)
- João Gilberto (1961, LP)
- Getz/Gilberto (1964, LP)
- Herbie Mann & João Gilberto (1965, LP)
- Getz/Gilberto Vol. 2 (1966, LP)
- João Gilberto en Mexico (1970, LP)
- João Gilberto (1973, LP)
- The Best of Two Worlds (1976, LP)
- Amoroso, (1977, LP)
- João Gilberto Prado Pereira de Oliveira, (1980, LP)
- Brasil, (1981, LP)
- Live at the 19th Montreux Jazz Festival, (1986, dubbel LP)
- Live in Montreux, (1987, CD)
- João, (1991, LP)
- Eu Sei que Vou Te Amar, (1994, CD)
- João Voz e Violão, (2000, CD)
- Live at Umbria Jazz, (2002, CD)
- In Tokyo, (2004, CD)
- For Tokyo, (2008, CD)
- Um encontro no Au bon gourmet, (2015, LP)
- Selections from Getz/Gilberto 76 (2015, LP)
- Getz/Gilberto 76 (2016, LP & CD)